# Металургійний комбінат у Сейшал
Металургійний комбінат у Сейшал — підприємство чоної металургії у Португалії, розташоване у місті Сейшал. Став до ладу у 1961 році. Був першим і протягом десятиліть єдиним в країні підприємством повного металургійного циклу. Належав компанії «Сідеруржиа насіональ» (порт. Siderurgia Nacional). На базі заводу утворилося кілька самостійних підприємств з виробництва сортового і листового прокату, труб і сталевого дроту.

## Історія
Будівництво заводу було розпочато у 1958 році за допомоги західнонімецького капіталу. Будував завод промисловець Антоніо Шампалімо (порт. António Champalimaud), що на початку 21 століття був найбагатшою людиною Португалії. Завод став до ладу у серпні 1961 року. Потужність першої черги становила 250 тис. т. сталі на рік з можливісттю подальшого розширення до 0,8 — 1,0 млн т сталі на рік. Планувалося будівництво 4 доменних печей, спочатку було побудовано 1 доменну піч. У 1961 році на комбінаті було вироблено 85758 т чавуну і 91888 т сталі. У 1962 році комбінат виплавив 170 тис. т сталі і виробив 90 тис. т. прокату.
Завод мав працювати на місцевій залізній руді (Монкорву) з вмістом 50 — 60 % заліза, марганці і довізному кам'яному вугіллі. Місцеве вугілля, що його видобуток вівся у районі Порту, у зв'язку з великим вмістом золи, був непридатний для отримання металургійного коксу.
Комбінат належав компанії «Сідеруржиа Насіональ», 15 % акції якої станом на 1968 рік знаходилося в уряду і 85 % — у приватних осіб. Після Революції гвоздик, що сталася 1974 року, комбінат було націоналізовано.
У 1984 році протягом 4 місяців було проведено капітальний ремонт доменної печі з реконструкцією. Було відремонтовано систему завантаження, встановлено безконусовий завантажувальний пристрій, замінено кожух і мурування доменої печі, встановлено компьютеризовану систему контролю і автоматизації системи завантаження тощо.
У 2001 році доменну піч було виведено з експлуатації, весь комплекс доменного цеху у 2012 році було вирішено залишити як пам'ятку промисловості.

## Виноски
1. ↑  http://casacomum.org/cc/visualizador?pasta=06541.079.17213#!14
2. ↑   The World Today. Oxford University Press, 1961. P. 382 (англ.)
3. 1 2  Мировая экономика и международные отношения. — М.: Правда. № 1- 6. С. 103 [Архівовано 2 листопада 2020 у Wayback Machine.]
4. ↑   Португалия. // Большая советская энциклопедия : в 30 т. / главн. ред. А. М. Прохоров. — 3-е изд. — М. : «Советская энциклопедия», 1969—1978. (рос.)
5. 1 2  Thomas R. Howell. Steel And The State: Government Intervention And Steel's Structural Crisis. — 2019. — 947 [Архівовано 2 листопада 2020 у Wayback Machine.]. ISBN 13: 978-0-367-28881-5 (англ.)
6. 1 2   Мировая экономика и международные отношения. Выпуски 1 — 6, 1968. — С. 103. (рос.)
7. ↑   В. А. Цоппи. Португальская революция: пути и проблемы. — М.: Международные отношения. — 1979. — С. 19. (рос.)
8. 1 2  Alto-Forno da Siderurgia Nacional no Seixal vai passar a Monumento de Interesse Público (MIP). www.rostos.pt. Jornal Rostos. 10.5.2012. Архів оригіналу за 7 листопада 2020. Процитовано 21 жовтня 2020. (порт.)
9. 1 2   Das erste Eisenhüttenwerk Portugals. F. Tt. «Fördern und Heben», 1962, 12, № 3, 112—118. (нім.)
10. ↑  R. H. Chilcote. Portugal's new iron and steel industry [Архівовано 3 листопада 2020 у Wayback Machine.]. // Geography. Vol. 48, No. 2 (April 1963), pp. 188—190. (англ.)
11. ↑   Basevi, B., Castagna, M. No. 1 blast furnace at Siderurgia Nacional, Seixal. A turnkey rebuild in record time. // Iron and Steel Engineer. Volume 61, issue 8, pages 21-26, 1984. ISSN: 0021-1559 (англ.)